# Круково (Мазовецьке воєводство)
Круково (пол. Krukowo) — село в Польщі, у гміні Хожеле Пшасниського повіту Мазовецького воєводства.
Населення — 507 осіб (2011).
У 1975-1998 роках село належало до Остроленцького воєводства.

## Демографія
Демографічна структура станом на 31 березня 2011 року:
|          | Загалом | Допрацездатний вік | Працездатний вік | Постпрацездатний вік |
| -------- | ------- | ------------------ | ---------------- | -------------------- |
| Чоловіки | 267     | 58                 | 184              | 25                   |
| Жінки    | 240     | 64                 | 120              | 56                   |
| Разом    | 507     | 122                | 304              | 81                   |